# Bildhandbuch der Kunstdenkmäler
Das Bildhandbuch der Kunstdenkmäler ist eine von 1958 bis zu ihrer Einstellung 1995 vom Deutschen Kunstverlag und später auch von der Wissenschaftlichen Buchgesellschaft und teilweise von der Edition Leipzig (unter der Reihenbezeichnung Kunstdenkmäler in den sozialistischen Ländern) veröffentlichte, von Reinhardt Hootz herausgegebene Handbuchreihe.

## Geschichte der Reihe
Die Reihe, die mit insgesamt neunundvierzig Bänden zu den umfangreichsten ihrer Art gehört, nahm 1958 unter der Reihenbezeichnung Deutsche Kunstdenkmäler – ein Bildhandbuch ihren Anfang. Zunächst erschienen – im Wesentlichen auf der Aufteilung der Bundesländer beruhend – neun Bände über die Bundesrepublik Deutschland, denen vier Bände über Österreich (ab 1965), zwei Bände über die Schweiz (ab 1969) und ein Band über Trentino/Südtirol (1973) folgten. 1971 erschien ein Band über die Niederlande. In Zusammenarbeit mit der Edition Leipzig wurden ab 1970 fünf Bände über das Gebiet der ehemaligen DDR veröffentlicht, deren Aufteilung den Grenzen der Bezirke entsprach, wobei mehrere Bezirke nach den früheren Ländern zusammengefasst wurden.  Beginnend mit Ungarn (1974, der erste im Original nicht in deutscher Sprache verfasste Band) folgten in Zusammenarbeit mit der Edition Leipzig und örtlichen Verlagen Veröffentlichungen zu den damaligen Staaten des Warschauer Pakts, und zwar neben Ungarn zur ehem. Tschechoslowakei (3 Bände), zum ehem. Jugoslawien (2 Bände), zu Rumänien, Bulgarien, zur ehem. Sowjetunion (Bände Leningrad, Moskau, alte russische Städte, Ukraine und Moldawien). Von der geplanten dreibändigen Reihe über Polen kam nur ein Band (Krakau und Südostpolen) zustande. Die Reihe über Italien wurde mit Bänden über Venedig (1974), Venetien (1976), Florenz (1983),  Sizilien (1986), Lombardei – Piemont – Ligurien – Aostatal (1987), Rom (2 Bände 1988), die Toskana (1990) und Apulien – Basilicata – Kalabrien (1994) fortgeführt. Griechenland liegt in zwei Bänden (1982 und 1984) vollständig vor. Von der geplanten Reihe über Frankreich sind nur zwei Bände erschienen: Südfrankreich  (1989) und Burgund (1991). 1992 erschien das Bildhandbuch Baltische Staaten, das anders als die russische Originalausgabe entsprechend der Änderung der politischen Verhältnisse Weißrussland nicht enthielt. Die Reihe wurde 1995 eingestellt. Die in Vorbereitung befindlichen Bände Paris, Nordpolen, Kaukasische Republiken und Mittelasiatische Republiken sind nicht mehr erschienen. Drei von Heinz Schomann verfasste Bände über Spanien und Portugal, die zunächst für die Reihe vorgesehen waren, sind von 1996 bis 1998 in abgewandelter Form von der Wissenschaftlichen Buchgesellschaft als Sonderausgabe in ihrer „Besonderen Wissenschaftlichen Reihe“ veröffentlicht worden. Zwei weitere Bände, die im Bildteil der Reihe, im Textteil dem Dehio-Handbuch entsprechen (Bildhandbuch Elsass-Lothringen und Byzanz/Konstantinopel/Istanbul von Walter Hotz), sind außerhalb der Reihe erschienen. 
Die Bände erreichten bis zu vier meist veränderte Auflagen.

## Ziel der Reihe
Nach den Worten des Herausgebers, Reinhardt Hootz, war es Sinn der Reihe, „ein Corpus der wichtigsten Kunstdenkmäler im Bild zu schaffen und damit dem Fachmann und Kunstfreund einen Eindruck von den Werken der Kunst ... zu vermitteln.“

## Inhalt
Die in Leinen gebundenen, teilweise auch broschiert in den Handel gebrachten Bände enthalten neben (meist) 352 ganzseitigen Schwarz-Weiß-Aufnahmen eine kunsthistorische Einleitung, Erläuterungen zu den Abbildungen (die deutlich knapper gehalten sind als im Dehio-Handbuch), einen Apparat (Chronologie, Fotonachweis, Karte, teilweise Literaturverzeichnis). Den neueren Bänden und späteren Auflagen wurden in den westdeutschen Ausgaben zusätzlich etliche Farbaufnahmen hinzugefügt.